# ZigBee
ZigBee je bezdrátová komunikační technologie vystavěná na standardu IEEE 802.15.4. Počátky Zigbee lze vysledovat do roku 1998. Platným komunikačním standardem je od listopadu 2004.
Podobně jako Bluetooth je určena pro spojení nízkovýkonových zařízení v sítích PAN na malé vzdálenosti do 75 metrů. Díky použití multiskokového ad-hoc směrování umožňuje komunikaci i na větší vzdálenosti bez přímé radiové viditelnosti jednotlivých zařízení. Primární určení směřuje do aplikací v průmyslu a senzorových sítích.
Pracuje v bezlicenčních pásmech (všeobecné oprávnění) přibližně 868 MHz, 902–928 MHz a 2,4 GHz. Přenosová rychlost činí 20, 40, 250 kbit/s.

## Základní informace
Komunikační technologie popsaná standardem IEEE 802.15.4 – ZigBee patří do skupiny bezdrátových sítí PAN (Personal Area Networks). Do této skupiny sítí patří i velmi rozšířený IEEE 802.15.1 – Bluetooth, jež nalézá hlavní uplatnění převážně ve spotřební elektronice. Existuje však celá škála průmyslových aplikací, pro které Bluetooth není vhodný. Z tohoto důvodu byla založena ZigBee aliance za účelem vytvoření nového bezdrátového komunikačního standardu vhodného i pro účely průmyslové automatizace. V současné době se na vývoji a rozvoji tohoto standardu podílí více než šedesát firem a mezi nimi jsou i přední světové firmy z oboru automatizace (Honeywell, Motorola, Philips, Samsung, Omron, ABB, Siemens).
ZigBee je navržen jako jednoduchá a flexibilní technologie pro tvorbu i rozsáhlejších bezdrátových sítí u nichž není požadován přenos velkého objemu dat. K jejím hlavním přednostem patří spolehlivost, jednoduchá a nenáročná implementace, velmi nízká spotřeba energie a v neposlední řadě též příznivá cena. Díky těmto vlastnostem nalezne uplatnění v celé škále aplikací, jež lze zařadit do několika skupin:
- automatizace budov (zabezpečení, ovládání světel, kontrola přístupu)
- spotřební elektronika (dálkové ovládání elektrospotřebičů)
- počítačové periferie (bezdrátové myši, klávesnice)
- průmyslová automatizace
- zdravotnictví (pacientské monitory)

Díky různorodosti předpokládaných aplikací standard definuje tři základní režimy přenosu dat
- periodicky se opakující (přenos dat z čidel)
- nepravidelné přenosy (externí události, např. stisknutí tlačítka uživatelem)
- opakující se přenosy u nichž je požadavek na malé zpoždění (bezdrátové počítačové periferie – klávesnice a myši).

## Struktura komunikačního standardu
Kvůli nutnosti implementovat standard ZigBee i do málo výkonných 8bitových mikrokontrolérů (HC08, x51[ujasnit]) bylo dbáno na maximální jednoduchost implementace protokolů. Díky tomu struktura protokolů nezabere více než 30 kB programové paměti.
Protokol se skládá ze tří základních vrstev. Vrstvy standardu IEEE 802.15.4, nad nimi je definována síťová vrstva (NWK) a aplikační vrstva (APL). Fyzická vrstva specifikuje přístup k přenosovému médiu. Síťová vrstva realizuje připojení k síti, zabezpečení a směrování paketů. Aplikační vrstva (APL) zajišťuje potřebné služby. Skládá se z aplikační podvrstvy (APS), ZigBee objektů a uživatelských aplikačních objektů.

## Fyzická a MAC vrstva standardu IEEE 802.15.4
Fyzická a MAC vrstva standardu IEEE 802.15.4
Standard IEEE 802.15.4 definuje několik základních radiových pásem, aby mohl být využit v různých zemích, kde jsou rozdílné národní předpisy a normy. Hlavním problémem u většiny bezdrátových technologii jsou rozdílné definice radiových pásem v Americe a v Evropě. Z tohoto důvodu byla definována tři základní frekvenční pásma: globální, Amerika a Austrálie, Evropa.
Dosah ZigBee je přibližně 10 až 50 metrů v závislosti na lokálních podmínkách šíření signálu. Pro přenos se datový signál moduluje metodou O-QPSK (BPSK) a přenášejí prostřednictvím DSSS (Direct Sequence Spread Spectrum). Pro přístup k fyzickému médiu je použita metoda CSMA/CA (Carrier Sense Multiple Access with Collision Avoidance and optional time slotting).
MAC vrstva (linková) definuje samotný komunikační protokol, jež je založen na přenosu datových rámců. Jsou definovány čtyři typy komunikačních rámců, jež jsou využívány pro přenos dat, řízení či správu sítě:
- Data Frame – rámec využívaný pro všechny přenosy užitečných dat
- Acknowledgement Frame – rámec pro přenos potvrzovací informace, využíván na úrovni MAC pro potvrzování komunikace
- Beacon Frame – rámec používaný koordinátorem k vysílání tzv. beacons (používané pro uvádění klientských zařízení do spánkového režimu)
- MAC Command Frame – rámec k nastavování a řízení klientských zařízení v síti ZigBee

Z důvodů minimalizace spotřeby koncových zařízení mohou být na základě synchronizace mezi koordinátorem sítě a koncovou stanicí uspávána jednotlivá koncová zařízení. K jejich probouzení dochází v předem definovanou dobu, a poté jsou přeneseny veškeré užitečné informace. Interval synchronizačních sekvencí může být v rozmezí 15ms až přibližně 15 minut. Synchronizace je realizována pomocí tzv. rámce beacon. Koncová zařízení jsou periodicky probouzena a přenáší data ke koordinátoru sítě. Ten tato data uloží a následně přepošle při probuzení zařízení, pro nějž jsou tato data určena. Tento přístup umožňuje extrémně snížit spotřebu koncových zařízení. Zařízení proto mohou být napájena bateriově. Při využití všech úsporných opatření je možné dosáhnout výdrže koncového zařízení na jednu alkalickou baterii 6 měsíců až 2 roky. Pokud síť funguje bez použití beacon sekvencí, jednotlivá zařízení se periodicky dotazují koordinátora.

## Topologie sítě, zabezpečení
Technologie ZigBee postavená na fyzické linkové vrstvě IEEE 802.15.4 definuje tři různé síťové topologie. Základní topologií je topologie hvězdicová s centrálním řídícím uzlem (koordinátorem sítě). Druhým typem je stromová struktura jež umožňuje zvětšit vzdálenost mezi koordinátorem a koncovým zařízením. Protokol též umožňuje vytvoření redundantních spojení a vzniká tak topologie typu sítě – mesh. S její pomocí je možné vytvořit síť prakticky libovolného uspořádání.
Standard ZigBee dělí zařízení na zařízení s plnou funkčností (Full Functional Device, FFD) a zařízení s omezenou funkčností (Reduced Functionality Device, RFD). FFD zařízení implementují kompletní protokolový rámec a zajišťují veškeré služby, které standard ZigBee stanovuje. RFD zařízení implementují pouze nezbytné protokolové knihovny z důvodu maximálního omezení hardwarové náročnosti. Tato zařízení mohou pracovat pouze jako koncová. Mohou komunikovat pouze s koordinátorem sítě a jsou omezeny na hvězdicové uspořádání topologie (koncové větve). Koordinátor sítě a směrovače jsou realizovány FFD zařízeními.
Jednotlivá zařízení sítě jsou adresována pomocí binárního adresného kódu o délce 64 bitů či ve zkrácené podobě 16 bitů. Lokální zkrácená adresa umožňuje v jedné síti adresovat maximálně 65535 zařízení. Každá sestavená síť je ještě dále identifikována 16bitovým PAN ID, jež slouží pro rozlišení překrývajících se sítí postavených na standardu IEEE 802.15.4. Každou síť zakládá a spravuje koordinátor, který též přiděluje PAN ID. Ostatní stanice pracují jako směrovače a koncová zařízení.
Síťová vrstva (NWK) zajišťuje připojení k sítí, zabezpečení, směrování a synchronizaci. V případě koordinátora sítě je ještě zodpovědná za start sítě a přiřazování adres nově nalezeným zařízením.
Jako základní zabezpečení ZigBee se používá AES (Advanced Encryption Standard) s klíčem o délce 128 bitů jež je implementován v síťové vrstvě. Pokud je požadováno i zabezpečení MAC Command Frame, Beacon Frame a Acknowledgement Frame je realizováno již v MAC vrstvě pomocí AES. Díky tomu je možné ověřit autenticitu a integritu MAC rámce a zajistit jeho důvěrnost. Při požadavku na ověření integrity je vytvořen MIC (Message Integrity Code) o délce 4, 8 či 16 oktetů a je vyslán společně s MAC rámcem. V tomto případě je použit AES algoritmus v CTR (Counter) módu. Pokud je nutné zajistit důvěrnost MAC rámce je k němu přidána informace o pořadí rámce a klíče (Frame Count, Key Sequence Count). Na vysílací a přijímací straně je udržována aktuální informace o čísle rámce. Pokud obdrží přijímací zařízení rámec s neplatným číslem je detekováno narušení bezpečnosti. AES je použit v CBC-MAC (Cipher Block Chaining) módu. Při implementaci jak ověřování integrity tak šifrování je použit AES v módu jež je nazýván CCM.
Síťová vrstva používá k zabezpečení SSP (Security Services Provider). Tato vrstva zajišťuje zabezpečení odchozích rámců, dekódování a ověřování pravosti příchozích rámců. Jako zabezpečovací algoritmus je použit AES v mírně modifikovaném módu CCM jež nese označení CCM . Síťová vrstva je zodpovědná za realizaci zabezpečení. Vyšší vrstvy se starají o nastavení SSP (nastavení klíčů a udávají jakým způsobem bude použit CCM pro jednotlivé rámce).

## Aplikační vrstva
Aplikační vrstva protokolu (APL) se skládá z pomocné aplikační podvrstvy APS, objektů ZigBee (ZDO) a uživatelem definovaných aplikačních objektů. Pomocná aplikační podvrstva je zodpovědná za párování zařízení podle poskytovaných služeb a požadavků. To je realizováno pomocí tzv. párovací (binding) tabulky. Objekt ZigBee definuje roli jednotlivých zařízení v rámci sítě (koordinátor, směrovač, koncové zařízení). Dále zajišťuje vyhledávání nových zařízení a jimi poskytovaných služeb. V neposlední řadě zodpovídá za zabezpečení (volí jeho způsob jako např. veřejné klíče, symetrické klíče). Uživatelské aplikační objekty implementují konkrétní požadavky aplikace dle definovaného profilu ZigBee. Profil ZigBee zastřešuje definice možných zařízení, formátů a typů zpráv. Každý profil je určen unikátním 16bitovým identifikátorem podle specifikace ZigBee Alliance.